# Cabo (rango)
En la jerarquía militar, cabo es el rango inmediatamente superior a soldado o soldado de primera, marinero o marinero de primera en algunos ejércitos está considerado parte de la tropa, mientras que en otros equivale al primer grado de la suboficialidad. En las fuerzas de la OTAN equivale al grado OR-4, según la norma STANAG 2116 que estandariza los grados del personal militar. En el Ejército de Tierra español, un cabo de infantería es jefe de una escuadra.

## Historia
No es de moderna creación este empleo, como algunos creen. Los romanos y los godos conocían el cabo mayor y menor, que mandaban las filas o hileras. En la Edad Media no se sabe que hubiese esta clase de suboficiales, ni tampoco en los famosos tercios de infantería española durante los siglos XVI y XVII. En 1702 aparecen ya tres caporales y tres lanspesadas por compañía, que luego pasaron a tomar el nombre de cabos primeros y segundos, cuyo número se ha aumentado o disminuido según la fuerza de aquella.

## Argentina
Las tres ramas de las Fuerzas Armadas argentinas usan dos o tres rangos de cabos, lo que son considerados suboficiales subalternos, superiores únicamente a los rangos de soldados voluntarios. El Ejército Argentino tiene dos rangos de cabos: cabo y cabo primero. La Armada Argentina tiene tres rangos de cabos: cabo segundo, cabo primero y cabo principal, que equivale a un sargento del ejército. La Fuerza Aérea Argentina tiene también tres rangos de cabos: cabo, cabo primero y cabo principal.
El rango es también usado por fuerzas de seguridad: la Gendarmería Nacional Argentina y la Policía Federal Argentina, que lo usan de la misma manera que el ejército, y la Prefectura Naval Argentina que tiene los rangos: cabo segundo y cabo primero.

## Chile
En el Ejército de Chile, el grado de cabo es el primer grado después de egresar de la escuela de suboficiales. Está dentro de la categoría de "CLASES" grado superior al de soldado y cabo dragoneante; es el grado anterior al de cabo 2.º. Debe permanecer en este grado por un periodo de tres años, tiempo exigido para optar al grado de cabo 2.º. Se desempeña en las labores para las cuales fue capacitado, entre ellas: enfermero militar, mecánico, ayudantía general, finanzas, bandas, conductor, enfermero de veterinaria, mecánico de aviación, ranchero, entre otros servicios, y también como instructor de las armas: infantería, artillería, caballería blindada, ingenieros y telecomunicaciones, siendo en estas últimas comandante de una escuadra de 5 a 10 soldados conscriptos y teniendo a cargo la formación militar de su unidad.
En Carabineros de Chile no existe el grado de cabo al egresar de su grupo de formación egresan como Carabineros posteriormente ascienden al grado de cabo segundo sin pasar por el grado de cabo. 
En la institución de Gendarmería de Chile, el grado de cabo es el cuarto grado en el escalafón de la planta de suboficiales y gendarmes; es el grado superior a gendarme primero y el grado inferior a cabo segundo; el ascenso a este grado es por cupo cuando el funcionario tiene aproximadamente entre 10 a 12 años de servicio, los ascensos en esta institución son por cupo desde el grado de gendarme primero con un tiempo mínimo de 3 años en cada grado hasta el grado de suboficial mayor por lo que no todo el personal puede terminar la carrera con el grado máximo a los 30 años de servicio en comparación con las demás instituciones uniformadas chilenas.
| Rango | Ejército de Chile | Armada de Chile          | Fuerza Aérea de Chile | Carabineros de Chile | Gendarmería de Chile |
| ----- | ----------------- | ------------------------ | --------------------- | -------------------- | -------------------- |
| Clase | Cabo 1.º          | Cabo 1.º                 | Cabo 1.º              | Cabo 1.º             | Cabo 1.º             |
|       | Cabo 2.º          | Cabo 2.º                 | Cabo 2.º              | Cabo 2.º             | Cabo 2.º             |
|       | Cabo              | Marinero 1.º-Soldado 1.º | Cabo                  | -                    | Cabo                 |
|       |                   |                          |                       |                      |                      |

## Colombia
En Colombia, se denominan con el nombre de cabo a los primeros grados para los suboficiales de las Fuerzas Militares (Ejército, Armada, Fuerza Aérea) y la Policía Nacional; en el Nivel Ejecutivo de la Policía, existe el grado de subintendente que equivale a un suboficial en el grado de cabo segundo o cabo primero. En los grados de cabo tercero y cabo segundo se deben pasar 3 años en el rango en cada uno y se desempeñan normalmente como comandante de una escuadra. En el grado de cabo primero se deben pasar 4 años y es el encargado de reemplazar al comandante de pelotón en caso de que este falte. Ocasionalmente los guardias del Instituto Nacional Penitenciario y Carcelario ostentan ese rango bajo el cargo de un capitán

## España
Cabo es el segundo empleo en las Fuerzas Armadas españolas y el primer escalón de mando (Ejército de Tierra, Armada, Ejército del Aire) por encima del de soldado y soldado de primera (ya extinguido), marinero o marinero de primera (ya extinguido) y por debajo de cabo primero y cabo mayor. El cabo tiene a su cargo la fuerza de una escuadra, ahora llamada equipo de fuego, esto es, cuatro soldados, y se accede a dicho empleo por el sistema de concurso-oposición, a excepción de la Armada e Infantería de Marina, donde además los cabos deben pasar un curso de capacitación. Su divisa son tres franjas o líneas rojas (Tierra)/verdes (Aire) con bordes (ribetes) negros.
Una guardia de seguridad está compuesta, en el caso más completo, por un jefe de la guardia de seguridad, uno o varios auxiliares del jefe, uno o varios cabos de guardia y la tropa de guardia que sea necesaria.
En las guardias el cabo desempeñará el cargo de cabo de guardia y dará órdenes a la tropa y marinería para el buen funcionamiento de está.
El cabo de guardia tendrá entre sus cometidos particulares comprobar que el personal a su cargo conozca las órdenes y consignas y se encuentre equipado y dispuesto para poder intervenir en cualquier momento. 
Inspeccionará los puestos de acuerdo con los procedimientos establecidos y pasará revista de armas, antes y después de la realización de cualquier relevo.
En las guardias de orden el personal a nombrar será en función de la entidad de la unidad e importancia de los cometidos a desarrollar. Los Cabos en este servicio tendrán la denominación de Cabo de Cuartel. Los soldados se denominarán Cuarteleros o, en su caso, Imaginarias y estarán a cargo de él.
El Cabo de Cuartel auxiliará al Suboficial de Cuartel principalmente en el control de personal, armamento, material y equipo que se le haya asignado, así como en la vigilancia del 
orden en los locales asignados.
En el nuevo modelo del liderazgo K-2, en cuanto a sus perspectivas según el grado de responsabilidad se encuentra el microliderazgo, 
correspondiente al nivel directo de mando del militar que debe liderar ya un equipo, esta formación se da en la formación de oficiales y suboficiales y en los cursos de capacitación para cabos y cabos primeros en el caso de la escala de tropa.
En el ámbito de los países que forman parte de la OTAN, al grado de cabo  le corresponde el código OR-4 desde enero de 2021.
En la Guardia Civil (escala de guardias y cabos) se accede a este empleo mediante concurso de méritos-oposición llevando implícito, una vez adquirido, el ascenso o promoción a cabo primero mediante el sistema de antigüedad (6 años), teniendo los empleos de cabo/cabo primero las funciones de jefe de unidad en unidades territoriales del tipo puesto auxiliar o área funcional de puesto principal, así como en algunas especialidades (dependiendo de la entidad del puesto principal) o las funciones de segundo jefe, segundo comandante de puesto o mando auxiliar en unidades territoriales del tipo puesto ordinario o área funcional de puesto principal (dependiendo de la entidad del puesto principal). 
En la Guardia Civil, los empleos de cabo/cabo primero, constituyen el primer y segundo eslabón en la cadena de mando del Instituto Armado.
Con la creación de la figura de segundo comandante de puesto, los cabos primeros y cabos pasan a cobrar una Productividad Estructural propia y pasan al régimen horario de Mando de unidad como el sargento comandante de puesto.

Divisa de cabo del Ejército de Tierra
Divisa de cabo de la Armada
Divisa de cabo de Infantería de Marina
Divisa de cabo del Ejército del Aire y del Espacio
Divisa de cabo de la Guardia Civil